# Distrikt San Luis de Shuaro
Der Distrikt San Luis de Shuaro liegt in der Provinz Chanchamayo in der Verwaltungsregion Junín in Zentral-Peru. Der Distrikt San Luis de Shuaro hat eine Fläche von 177 km². Beim Zensus 2017 wurden 4157 Einwohner gezählt. Im Jahr 1993 lag die Einwohnerzahl bei 5912, im Jahr 2007 bei 6977. Verwaltungssitz ist die am Río Paucartambo gelegene 736 Einwohner (Stand 2017) zählende Ortschaft San Luis de Shuaro.

## Geographische Lage
Der Distrikt San Luis de Shuaro liegt in der peruanischen Zentralkordillere. Der Unterlauf des Río Paucartambo durchquert den Distrikt in südlicher Richtung. Die Längsausdehnung des Distrikts in SW-NO-Richtung beträgt 24 km. Der Distrikthauptort San Luis de Shuaro ist über Straßen mit den weiter nördlich gelegenen Städten Oxapampa und Villa Rica verbunden. Nach Süden führt eine Straße nach Perené und La Merced.
Der Distrikt San Luis de Shuaro grenzt im Osten an den Distrikt Perené, im Süden an den Distrikt Chanchamayo sowie im Nordwesten an die Provinz Oxapampa (Region Pasco).